# Jon Voight

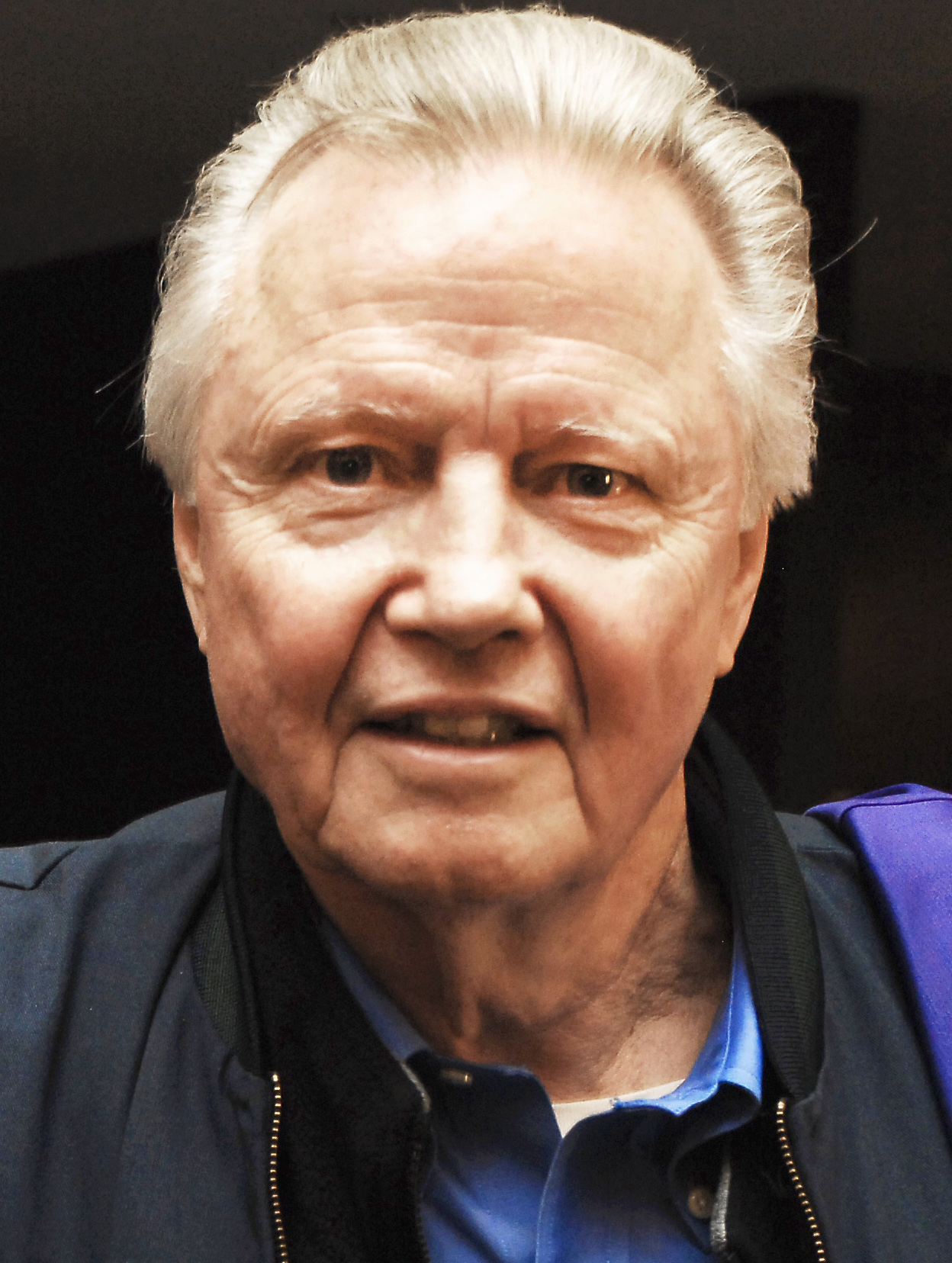
Jon Voight (2012)

Jonathan „Jon“ Vincent Voight [ˈd͡ʒɒn ˈvɔɪt] (* 29. Dezember 1938 in Yonkers, New York) ist ein US-amerikanischer Schauspieler und Verschwörungstheoretiker. Berühmt wurde er durch die Titelrolle in dem Filmklassiker Asphalt-Cowboy (1969). Für Coming Home – Sie kehren heim erhielt Voight 1979 als bester Hauptdarsteller den Oscar, des Weiteren wurde er für seine Auftritte mit insgesamt vier Golden Globes ausgezeichnet.

## Karriere
Der Sohn eines Profigolfers hatte erste Auftritte bei Schulaufführungen und gelangte schließlich an den Broadway. Bekannt wurde Voight durch die Rolle des Gigolos Joe Buck an der Seite von Dustin Hoffman in dem Filmdrama Asphalt-Cowboy (1969). Der Film des Briten John Schlesinger war die erste Studioproduktion, die keine Jugendfreigabe erhielt und gleichzeitig mit dem Oscar für den besten Film ausgezeichnet wurde. Er gilt als Klassiker des „New Hollywood“.
Für seine Darstellung gewann Voight den Golden Globe als bester Nachwuchsdarsteller. Er war zudem für einen Oscar nominiert.

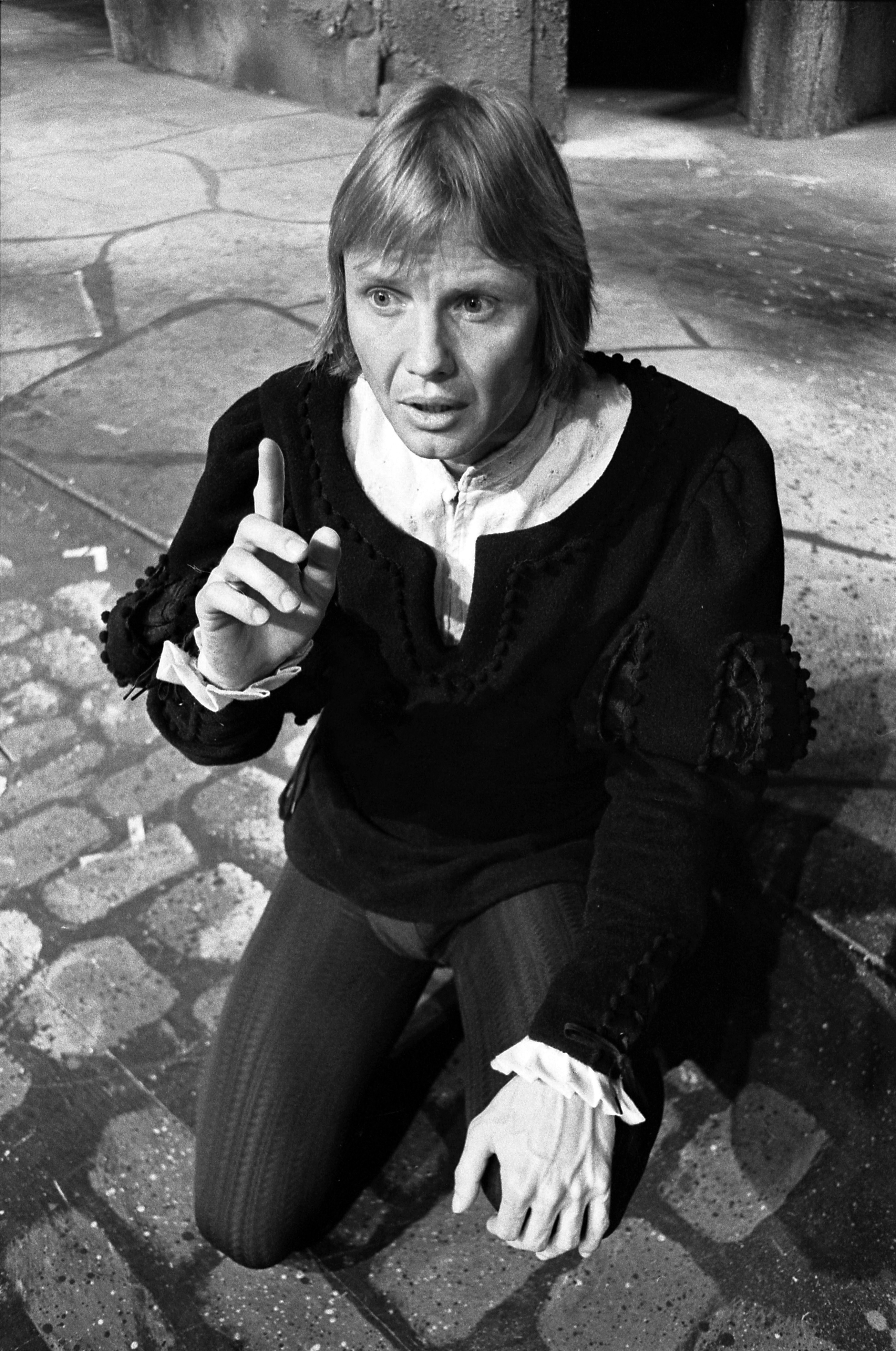
Voight als Hamlet (1976)

Es folgten Auftritte in Filmen wie Catch-22 – Der böse Trick, Beim Sterben ist jeder der Erste, Die Akte Odessa, die heute ebenfalls zu Klassikern des Kinos der 1970er Jahre zählen. 1979 erhielt er dann den Oscar als bester Hauptdarsteller für seine Rolle als ein auf einen Rollstuhl angewiesener Vietnam-Veteran in dem Film Coming Home – Sie kehren heim von Hal Ashby. Für diese Rolle erhielt er 1978 außerdem den Darstellerpreis bei den Filmfestspielen von Cannes. Später war er auch noch für die Filme Runaway Train und zuletzt 2002 für Ali für einen Oscar nominiert.
Mitte Juni 2008 wurde bekannt, dass Voight für die siebte Staffel der erfolgreichen Fernsehserie 24 als Gegenspieler von Kiefer Sutherland gewonnen werden konnte. Für Voight war dies nach 40 Jahren wieder der erste größere Auftritt in einer Fernsehserie. Zuletzt hatte der Schauspieler Ende der 1960er Jahre verschiedene Gastauftritte in der Westernserie Rauchende Colts sowie einen Kurzauftritt in der Serie Seinfeld (Episode „The Mom & Pop Store“/„Der Gebissabdruck“), bei dem er sich selbst spielte und Kramer in den Arm biss. Von 2013 bis 2020 spielte Voight in der Fernsehserie Ray Donovan den Vater der Hauptfigur (dargestellt von Liev Schreiber). Für diese Rolle erhielt er Lob von der Kritik und zudem seinen vierten Golden Globe. 2022 wurde als Abschluss der Reihe der Film Ray Donovan: The Movie veröffentlicht.

## Politische Ansichten
Voight, der während des Vietnamkriegs pazifistische Positionen vertrat, ist heute dem rechtskonservativen Lager zuzuordnen. Er steht der Tea-Party-Bewegung und dem Trumpismus nahe und behauptet von sich selbst, ein Fan von Mike Huckabee zu sein. Kritikern von Präsident George W. Bush warf er vor, unpatriotisch zu sein. Bush sei der Führer der freien Welt. Voight stand 2008 dem Kandidaten Rudy Giuliani nahe und betrieb aktiv Wahlkampf für die Republikaner.
Voight ist begeisterter Unterstützer des Staates Israel und bezeichnete es als „moralisches Leuchtfeuer“.
The Washington Times veröffentlichte am 28. Juli 2008 einen namentlich gezeichneten Beitrag von Jon Voight, der den damaligen demokratischen Präsidentschaftskandidaten Barack Obama scharf kritisierte. 2010 bezeichnete er diesen als Förderer des Antisemitismus. In einer Video-Biografie von Sarah Palin, die auf John McCains Website zu sehen war, war Voight als Sprecher zu hören. Im März 2015, unmittelbar vor der Parlamentswahl in Israel, veröffentlichte Voight ein Video, das sich an die israelischen Wähler richtete. Darin forderte er diese auf, den rechtsgerichteten Likud-Kandidaten Benjamin Netanjahu zu wählen. Er kritisierte den Kandidaten der Opposition, Jitzchak Herzog, und sagte, dass diejenigen, die meinten, Verhandlungen mit den Arabern seien die Lösung, ebenso falsch lägen wie Neville Chamberlain, der an Verhandlungen mit Adolf Hitler geglaubt habe.

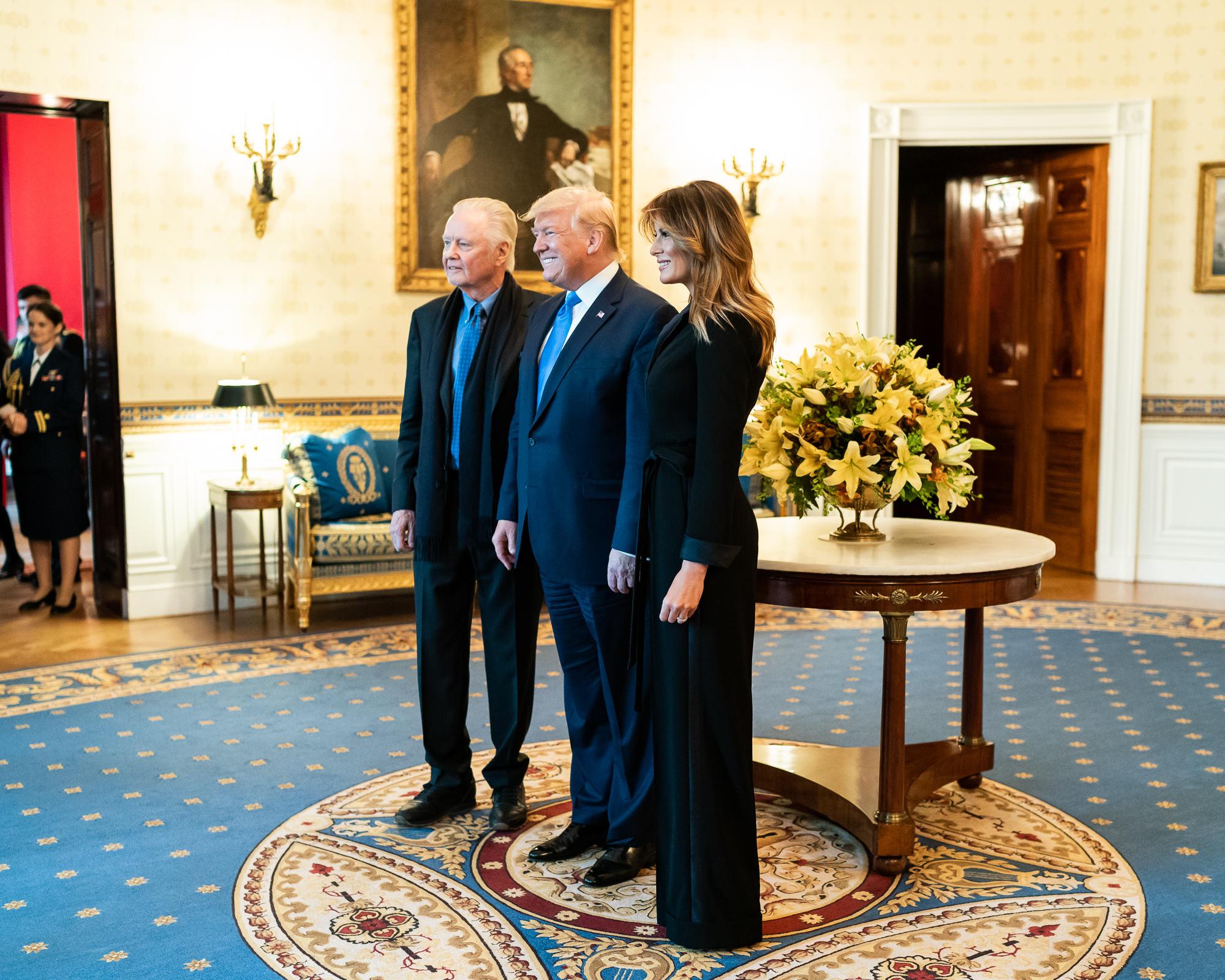
Voight mit Donald und Melania Trump (2019)

Bei der Präsidentschaftswahl in den Vereinigten Staaten 2016 warb er als einer der wenigen US-amerikanischen Prominenten für den republikanischen Kandidaten Donald Trump und warf der Demokratin Hillary Clinton unter anderem vor, die Einwanderungspolitik von Barack Obama zu befürworten und die Religionsfreiheit für Christen und Juden einschränken zu wollen. Zudem machte er sie für den Angriff auf die US-amerikanische Botschaft 2012 in Bengasi verantwortlich.
Voight zeigte sich auch nach der gescheiterten Wiederwahl von Donald Trump im Jahre 2020 als Präsident der USA als dessen bekennender Anhänger. Er veröffentlichte unter anderem ein Video, in dem er bestritt, dass Trump die Wahl verloren hatte, und dazu aufrief, Widerstand zu leisten.
Anfang 2025 wurde Voight nach der Wiederwahl Trumps von ihm als „Sonderbotschafter in Hollywood“ vorgeschlagen.

## Familie
Der Deutschamerikaner Jon Voight ist der Sohn von Barbara Agnes Kamp (1910–1995) und Elmer Samuel Voight, geborener Voytka (1909–1973). Seine Großeltern mütterlicherseits stammen aus Büren in Westfalen, sein Großvater väterlicherseits aus Košice in der Slowakei.
1962 heiratete Voight Lauri Peters, die Ehe hielt bis 1967. Aus seiner 1971 geschlossenen und 1978 geschiedenen Ehe mit Marcheline Bertrand (1950–2007) stammen James Haven (* 1973), der ebenfalls Schauspieler ist, und die Oscar-Gewinnerin Angelina Jolie (* 1975).
Sein Bruder James Wesley Voight hatte als Songwriter unter dem Künstlernamen Chip Taylor einige Erfolge. Jon Voight ist außerdem der Pate der Schauspielerin Skyler Shaye.

## Filmografie
- 1963: Gnadenlose Stadt (Naked City, Fernsehserie, Folge 4x24 Alive and Still a Second Lieutenant)
- 1963: Preston & Preston (The Defenders, Fernsehserie, Folge 2x34 The Brother Killers)
- 1966: Summer Fun (Fernsehserie, Folge 1x04 Kwimpers of New Jersey)
- 1966: NET Playhouse (Fernsehreihe, Folge A Sleep of Prisoners)
- 1966: 12 O’Clock High (Fernsehserie, Folge 3x15 Graveyard)
- 1966–1969: Rauchende Colts (Gunsmoke, Fernsehserie, drei Folgen)
- 1967: Fearless Frank
- 1967: Das Geheimnis der blauen Krone (Coronet Blue, Fernsehserie)
- 1967: Die fünf Geächteten (Hour of the Gun)
- 1967: Heiße Spuren (N.Y.P.D., Fernsehserie)
- 1968: Der Marshall von Cimarron (Cimarron Strip, Fernsehserie)
- 1969: Asphalt-Cowboy (Midnight Cowboy)
- 1969: Out of It
- 1970: Catch-22 – Der böse Trick (Catch-22)
- 1970: The Revolutionary
- 1972: Beim Sterben ist jeder der Erste (Deliverance)
- 1973: Ein verdammt netter Junge (The All-American Boy)
- 1974: Abschied von einer Insel (Conrack)
- 1974: Die Akte Odessa (The O.D.E.S.S.A. File)
- 1975: Der Richter und sein Henker
- 1978: Coming Home – Sie kehren heim (Coming Home)
- 1979: Der Champ (The Champ)
- 1983: Zwei in der Tinte / Der Zocker (Lookin’ to Get Out)
- 1983: Ein Tisch für fünf (Table for Five)
- 1985: Runaway Train
- 1986: In der Hitze von Nevada (Desert Bloom)
- 1989: Avatar – Wiedergeburt des Bösen (Eternity)
- 1991: Tschernobyl – Die letzte Warnung (Chernobyl: The Final Warning) (Fernsehfilm)
- 1992: Anschlag auf die Rainbow Warrior (The Rainbow Warrior) (Fernsehfilm)
- 1992: The Last of His Tribe (Fernsehfilm)
- 1993: Wildes Land (Return to Lonesome Dove) (Miniserie)
- 1995: Der geheimnisvolle Ritter (The Tin Soldier) (Fernsehfilm)
- 1995: Brownwood Prison – Rodeo hinter Gittern (Convict Cowboy) (Fernsehfilm)
- 1995: Heat
- 1996: Mission: Impossible
- 1997: Robbie und Matt – Außer Rand und Band (Boys Will Be Boys) (Fernsehfilm)
- 1997: Rosewood Burning (Rosewood)
- 1997: Anaconda
- 1997: U-Turn – Kein Weg zurück (U-Turn)
- 1997: America’s Most Wanted (Most Wanted)
- 1997: Der Regenmacher (The Rainmaker)
- 1998: Der Macher – Im Sumpf der Korruption (The Fixer) (Fernsehfilm)
- 1998: Der General (The General)
- 1998: Der Staatsfeind Nr. 1 (Enemy of the State)
- 1999: Varsity Blues
- 1999: Arche Noah – Das größte Abenteuer der Menschheit (Noah’s Ark) (Fernsehfilm)
- 1999: A Dog of Flanders
- 1999: The Prince and the Surfer
- 2001: Pearl Harbor
- 2001: Lara Croft: Tomb Raider
- 2001: Zoolander
- 2001: Jagd auf den Schatz der Riesen (Jack and the Beanstalk: The Real Story) (Fernsehfilm)
- 2001: Uprising – Der Aufstand (Uprising) (Fernsehfilm)
- 2001: Ali
- 2002: Second String (Fernsehfilm)
- 2003: Jasper, Texas (Fernsehfilm)
- 2003: Das Geheimnis von Green Lake (Holes)
- 2004: The Karate Dog
- 2004: Der Manchurian Kandidat (The Manchurian Candidate)
- 2004: Superbabies: Baby Geniuses 2
- 2004: Das Vermächtnis der Tempelritter (National Treasure)
- 2004: Die fünf Menschen, die dir im Himmel begegnen (The Five People You Meet in Heaven) (Fernsehfilm)
- 2005: Papst Johannes Paul II. (Pope John Paul II) (Fernsehfilm)
- 2006: September Dawn
- 2006: Spiel auf Sieg (Glory Road)
- 2006: The Legend of Simon Conjurer
- 2007: Transformers
- 2007: Bratz
- 2007: Das Vermächtnis des geheimen Buches (National Treasure: Book of Secrets)
- 2008: Tropic Thunder
- 2008: Das Gesetz der Ehre (Pride and Glory)
- 2008: 24: Redemption (Fernsehfilm)
- 2008: Mein Schatz, unsere Familie und ich (Four Christmases)
- 2008: Big Fat Important Movie (An American Carol)
- 2009: 24 (Fernsehserie)
- 2012: Beyond – Die rätselhafte Entführung der Amy Noble (Beyond)
- 2013: Getaway
- 2013: Dracula – Prince of Darkness (Dracula: The Dark Prince)
- 2013–2020: Ray Donovan (Fernsehserie, 81 Folgen)
- 2015: Woodlawn
- 2016: Phantastische Tierwesen und wo sie zu finden sind (Fantastic Beasts and Where to Find Them)
- 2017: Genauso anders wie ich (Same Kind of Different as Me)
- 2018: Surviving the Wild
- 2018: Orphan Horse
- 2020: Roe v. Wade
- 2022: Ray Donovan: The Movie (Fernsehfilm)
- 2024: The Painter
- 2024: Megalopolis
- 2024: Reagan

## Auszeichnungen
Oscar

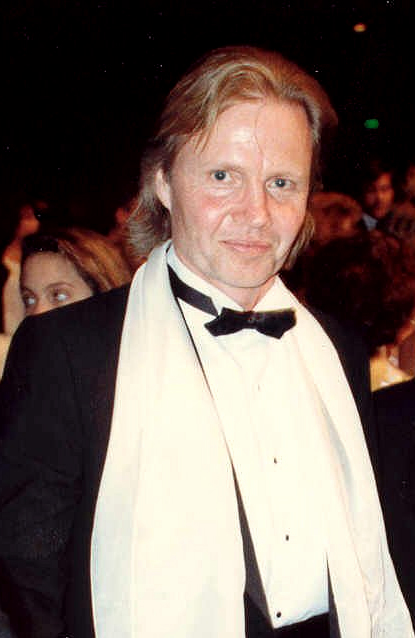
Jon Voight bei der Oscarverleihung 1988

- 1970: Nominierung in der Kategorie Bester Hauptdarsteller für Asphalt-Cowboy
- 1979: Bester Hauptdarsteller für Coming Home – Sie kehren heim
- 1986: Nominierung in der Kategorie Bester Hauptdarsteller für Runaway Train
- 2002: Nominierung in der Kategorie Bester Nebendarsteller für Ali

Goldene Himbeere
- 1998: Nominierung als schlechtester Schauspieler für Anaconda
- 1998: Nominierung als schlechtester Nebendarsteller für America’s Most Wanted und U-Turn – Kein Weg zurück
- 1998: Nominierung als schlechtestes Leinwandpaar (zusammen mit der animatronischen Anakonda) für Anaconda
- 2005: Nominierung als schlechtester Nebendarsteller für Superbabies: Baby Geniuses 2
- 2008: Nominierung als schlechtester Nebendarsteller für Bratz: The Movie, September Dawn, Transformers und Das Vermächtnis des geheimen Buches
- 2024: Schlechtester Schauspieler für Mercy
- 2025: Schlechtester Nebendarsteller für Megalopolis, Reagan, Shadow Land und Strangers